# Heptapterus mustelinus
Heptapterus mustelinus är en fiskart som först beskrevs av Valenciennes, 1835.  Heptapterus mustelinus ingår i släktet Heptapterus och familjen Heptapteridae. Inga underarter finns listade i Catalogue of Life.